# Godzilla vs. Mechagodzilla
Godzilla contra Mechagodzilla (ゴジラ対メカゴジラ Gojira tai Mekagojira, en España: Godzilla contra Cibergodzilla, máquina de destrucción) es una película 1974 dirigida por Jun Fukuda. Fue lanzada originalmente en los Estados Unidos como Godzilla contra el Monstruo Biónico y posteriormente Godzilla contra el Monstruo Cósmico. Fue la 14º. película de la serie de Godzilla de los Toho's Studios. Es una película tokusatsu kaiju con efectos especiales de Teruyoshi Nakano y banda original compuesta por Masaru Sato. 
Aparte de Godzilla, Anguirus vuelve en esta película y hace su aparición final en 2004, en Godzilla: Final Wars. Esta película es utilizada para introducir a Mechagodzilla, rival robótico de Godzilla (quién volvería en tres películas más de Godzilla), así como King Caesar.

## Argumento
Según una leyenda de Okinawa, cuando una montaña negra aparece en los cielos sobre las nubes, un monstruo llegará y destruirá el mundo. Sin embargo, si esta profecía es verdad, dos soles se presentarán (una ilusión óptica desde el este) y dos monstruos lucharán contra mal para rescatar el mundo. En una cueva cerca de la ciudad, un ingeniero y un arqueólogo destapan una estatua de una criatura extraña del protector de Okinawa, conocido como el Rey Caesar. Lo creen ser uno de los monstruos que lucharán para la humanidad en la profecía. Más adelante, una montaña negra aparece en el cielo. Godzilla después se levanta de un volcán inactivo y comienza un ataque. Mucha gente, sin embargo, no cree que Godzilla sea el monstruo que destruirá la Tierra. Se refuerza esa reflexión cuando Godzilla ataca a Anguirus y casi le mata. ¿Por qué él atacaría a su amigo? En asombrosamente una vuelta de acontecimientos, otro Godzilla aparece, solo para descubrir que el atacante es un impostor. Revelado más adelante como MechaGodzilla, un cyborg de proporciones titánicas que fue diseñado y creado por extraterrestres para destruir al Godzilla original. Después de que Godzilla sea aparentemente muerto, él vuelve, cargado estupendamente con electricidad, recolectada de una tormenta eléctrica en la Isla de los Monstruos. Con la ayuda del convocado Rey Caesar, Godzilla destruye a MechaGodzilla y vuelve de nuevo al mar.

## Reparto
- Masaaki Daimon como Keisuke Shimizu (清水 敬介 Shimizu Keisuke?).
- Kazuya Aoyama como Masahiko Shimizu (清水 正彦 Shimizu Masahiko?).
- Akihiko Hirata como Profesor Hideto Miyajima (宮島 秀人 Miyajima Hideto?).
- Hiroshi Koizumi como Profesor Wagura (和倉 博士 Wagura-hakase?).
- Reiko Tajima como Saeko Kanagusuku (金城 冴子 Kanagusuku Saeko?).
- Hiromi Matsushita como Ikuko Miyajima (宮島 郁子 Miyajima Ikuko?).
- Goro Mutsumi como Kuronuma.
- Shin Kishida como Nanbara.
- Takayasu Torii como Tamura.
- Beru-Bera Lin como Princesa Nami.
- Masao Imafuku como Sacerdote Azumi.
- Daigo Kusano como Yanagawa.
- Kenji Sahara como Capitán de la Nave.
- Isao Zushi como Godzilla.[1]
- Kazunari Mori como Mechagodzilla.[1]
- Kin'ichi Kusumi como Anguirus y King Caesar.[1]

## Recepción
La película ha llegado a ser popular por su música campy, efectos especiales coloridos y luchas entretenidas de monstruos. Los grandes temas de la película y el soporte bastante complejo de los diagramas, fuera de su época en la que el diseño de Godzilla era improvisado.
Fuera del círculo, sin embargo, la recepción pública es tibia en el mejor de los casos y la película ganó solamente 6.4 estrellas (de diez posibles) en IMDb.

## Taquilla
La película vendió aproximadamente 1 330 000 boletos en Japón - negocio modesto -, pero mejoró el excedente de cerca de 350 000 de la película anterior de Godzilla, Godzilla tai Megalon.

## La versión de EE.UU.
En 1977, los cines lanzaron la película original en Norteamérica bajo título Godzilla vs el Monstruo Biónico. Pero debido a la amenaza de demanda contra los cines de Paramount en la acusación de usar el título de El Hombre Nuclear y la Mujer Biónica, la película fue retitulada como Godzilla contra el Monstruo Cósmico. Pero ambas variaciones de la cartelera americana fueron cambiadas al título original de la película. Pero la segunda variación consiguió más adelante el arreglo de El Monstruo Cósmico.
Para el lanzamiento cinematográfico, la película fue guardada con el doblaje original de Hong Kong, y las escenas fueron ajustadas para recibir índice de audiencia del MPAA, sobre todo de los fistfights de los extranjeros. Los créditos de abertura fueron alterados también. En 1988, el nuevo vídeo del mundo lanzó la película junto con Godzilla 1985, Chikyū Kogeki Meirei Gojira tai Gaigan, Godzilla tai Megalon, y los niños del maíz. La impresión de la película que fue demostrada en América sería lanzada más adelante en VHS más adelante, dos veces

## Títulos alternativos de la película
- Godzilla vs. Bionic Monster.
- Godzilla vs. Cosmic Monster.
- Godzilla vs. RoboGodzilla.
- The Robot Monster.
- Mechagodzilla.

## Trivia
- Esto fue producida como la vigésima película de Godzilla del aniversario.
- Lanzado originalmente como  Godzilla contra el  del monstruo de Bionic en su lanzamiento americano de la original 1977 por la distribución de Cinema Shares (también conocida como «distribución céntrica»), un pleito cerca estudios universales forzado un cambio del título al Godzilla contra  cósmico del monstruo un cortocircuito mientras que más adelante (porque pensaron que sonaba también cerca de sus producciones de la TV, El hombre de los seis millones de dólares y su efecto de la mujer biónica, así demandando haber poseído la palabra «bionic» trasera entonces). Eventual, la película comenzó a usar «Godzilla contra el título original de Mecha-Godzilla», haciéndote la única película de Godzilla para recibir tres títulos separados en los EE. UU.
- En 2004, hospitalidad de Tristar y de Sony lanzada en DVD la versión sin cortar y sin editar internacional original de la película, también ofreciendo la pista japonesa original de la lengua.
- En la escena donde el Mecha-Godzilla disfrazado lucha el Godzilla verdadero, el juego usado para retratar el Mecha-Godzilla disfrazado sería reutilizado en el final de Terror de Mechagodzilla para demostrar la natación de Godzilla lejos.
- Extraño, cuando la princesa de Azumi tiene su visión al principio de la previsión de la película de un monstruo que viene destruir a humanidad, se retrata a través de alambiques de la película Ghidorah, el monstruo Tres-Dirigido con la llama de sobrepuesta en ellos. King Ghidorah puede ser visto claramente en los tiros, y su rugido se utiliza como sonido del fondo. Sin embargo, Ghidorah no aparece otra vez en cualquier momento en el resto de la película.
- Ésta es la película preferida del director de Godzilla: Final Wars Ryuhei Kitamura.
- Esta película marca el segundo y la vez última Godzilla dibuja fuerza del relámpago; el primer estaba adentro Ebirah, horror del profundo.

## Relanzamiento en DVD
Sony Pictures
- Relanzamiento: 19 de octubre de 2004
- Aspecto Radio: Widscreen (2.35:1) anamorphic
- Sonido : Japonés (2.0), inglés (2.0)
- Suplementos: Tráileres de Godzilla: Tokyo S.O.S., The Lost Skeleton of Cadavra, Kaena: The Prophecy, Steamboy